# Gracilaria
Gracilaria es un género de algas rojas (Rhodophyta) de importancia económica para la producción de agar y para uso alimentario de seres humanos y de varias especies de marisco, también es usado como ingrediente de la gelatina , el cual la ayuda a tener esa contextura. Varias especies del género se cultivan en varios países en vías de desarrollo, incluyendo Asia, Suramérica, África y Oceanía.